# Nueva Loja
Nueva Loja è una città dell'Ecuador, capoluogo della provincia di Sucumbíos.
La città, talvolta chiamata anche Lago Agrio (che è il nome del cantone di cui fa parte) è situata nella parte nordoccidentale del paese nel centro della provincia di Sucumbíos, circa 20 km a sud del confine con la Colombia.
Il nome deriva da quello di Loja, luogo di origine dei primi coloni che si insediarono nell'area negli anni '70. Già in precedenza nell'area si trovava un avamposto dell'azienda statunitense Texaco, gli operai, di origine texana avevano chiamato l'area Lago Agrio dal nome della cittadina texana Sour Lake, sede originaria dell'azienda.
La scoperta del petrolio ha cambiato radicalmente i connotati della regione, la giungla tropicale ha lasciato il posto a pozzi, cisterne e oleodotti, con conseguenze negative sull'ambiente naturale.